# Демјански џеп
Демјански џеп је назив за окружење у коме се нашао део немачке војске на Источном фронту око града Демјанска, јужно од Лењинграда (сада Санкт Петербург), током Другог светског рата и трајао је од 8. фебруара до 21. априла 1942. године. Мањи џеп се у исто време налазио код места Холм, на око 100 километра југозападно од демјанског џепа.

## У обручу
8. фебруара совјетске трупе су окружиле немачки 2. армијски корпус и делове 10. армијског корпуса (артиљеријски генерал Кристијан Хансен), оба из 16. немачке армије (генерал-пуковник Ернст Буш), током њихове зимске офанзиве 1941—1942. године, која је прекинула Московску битку. У џепу су биле заробљене: 12-та, 30-та, 32-га, 123-ћа и 290-та пешадијска дивизија као и 3. СС дивизија „Мртвачка глава“. Поред ових 6 дивизија, ту се нашло и око 10.000 људи из полиције, организације Тот, организације РАД и других помоћних јединица. Сви су се они налазили под командом генерала Валтера фон Брокдорфа-Алефелта, команданта 2. армијског корпуса.
Првобитан совјетски план је био да опколе све немачке снаге на северном делу фронта, од којих је 2. армијски корпус био само мањи део, зато је совјетска команда хтела да после овог успеха настави даље са напредовањем. По допунском плану од 12. фебруара 1942. године, требало је наставити са директним нападом, а у немачкој позадини спустити две падобранске бригаде. Напад је заустављен, а обе бригаде су уништене, а да нису постигле никакав резултат. Пошто се совјетска офанзива смањила, тај део Источног фронта се стабилизовао.

## Снабдевање
Након што се уверио да џеп може да се снабдева са дневним потребама од 270 тона, Хитлер је наредио опкољеним војницима да издрже са одбраном, док се не створе услови за деблокирање обруча. Немци су у џепу имали два аеродрома способна да на њих слећу транспортни авиони. Време је било изненађујуће добро за то доба године, па чак и када се на пистама налазило доста снега, снабдевачка операција је била веома успешна. У операцију снабдевања Луфтвафе је укључила сав свој транспортни капацитет, па чак је употребљен и већи број бомбардера који су на брзину оспособљени за превоз различите врсте терета.

## Пробој
Совјети нису одустали од циља да униште џеп и током фебруара и марта су извели већи број безуспешних напада. Упорна одбрана Немаца, натерала је да током три месеца Совјети држе око џепа 18 пешадијских дивизија и 3 бригаде.
Дана, 20. марта Немци су спровели напад са 5 дивизија из правца Стараја Руса ка месту Рамушево, и 21. марта отворили узан коридор до џепа. Након неколико недеља кородор је проширен и 21. априла званично је демјански џеп прерастао у демјанску избочину, са које су се Немци повукли тек након пораза код Стаљинграда (види: Стаљинградска битка).
Од приближно 100.000 војника који су се нашли заробљени у окружењу, 3.335 је погинуло или нестало а преко 10.000 их је рањено. Иако губици нису били мали, немачки војници у џепу су везивали за себе већи број совјетских јединица које су биле потребне на другим деловима фронта.
Између формирања џепа почетком фебруара и његовог престанка 21. априла, Немци су доставили опкољеним трупама 65.000 тона залиха (већи део ваздушним путем а нешто и копном) као и 31.000 нових војника. Међутим цена је била висока, пошто је Луфтвафе изгубила 265 транспортних авиона, што говори о великим и жестоким борбама у ваздуху између Немаца и Совјета.

## Заблуда
Успешна одбрана демјанског џепа је касније била узрок да Херман Геринг предложи слично решење за снабдевање 6. немачке армије опкољене код Стаљинграда. По тој теорији, исход би био једнако успешан - опкољена 6. армија је требало да веже за себе велики број совјетских јединица, што би омогућило немачким снагама да се прегрупишу, попуне и изведу одлучујући контранапад. Међутим размера опкољених снага битно се разликовала: у демјанском џепу се налазило приближно трећина једне армије, док се код Стаљинграда налазила цела и доста ојачана једна армија. Док је за снабдевање демјанског џепа било довољно 270 тона днавно, код Стаљинграда је минимална количина за успешну одбрану процењена на 500 тона двевно. Да би се та количина пребацила било је потребно много авиона, којих Луфтвафе једноставно није имала. Такође и даљина између база и опкољених снага била је већа, а што је можда и најбитније, совјетска ПВО одбрана била је далеко моћнија него код Демјанска.